# Leucos aula
Leucos aula é uma espécie de peixe actinopterígeo da família Cyprinidae.
Pode ser encontrada nos seguintes países: Croácia, Itália, Eslovénia e Suíça.
Os seus habitats naturais são: rios e lagos de água doce.